# S63 Sindhurakshak
Sindhurakshak — подводная лодка ВМС Индии проекта 877ЭКМ. 14 августа 2013 года на верфи Мумбаи в результате взрыва и пожара развалилась на части и частично затонула. Во время взрыва на борту находилось 18 человек. Данная трагедия считается самой серьёзной в истории ВМС Индии за последние 40 лет .

## История
14 декабря 1997 года вошла в состав ВМС Индии. В первые годы эксплуатации произошли три инцидента: удар о песочную дюну, столкновение с рыболовецким судном, столкновение с пристанью. В итоге капитан судна был уволен.

### Инцидент 2010 года
27 февраля 2010 года произошёл взрыв на борту во время нахождения на военно-морской базе Вишакхапатнам, в результате которого один человек погиб и двое получили ранения.

### Ремонт
В 2010—2012 годах проходила ремонт и модернизацию на заводе «Звёздочка». В январе-апреле 2013 возвращалась на место службы. Ремонт обошёлся более чем в 80 миллионов долларов.

### Инцидент 2013 года
Во время подготовки к выходу в море вскоре после полуночи 14 августа 2013 года произошло два взрыва. Три находившихся рядом со взрывом человека доставлены в больницу. Также получила лёгкие повреждения стоявшая рядом другая подводная лодка S59 Sindhuratna. Также рядом со взрывом находилась третья подводная лодка . Возможно это был S55 Sindhugosh.

### Версии причин инцидента
Российские эксперты называют следующие версии: диверсия, утечка водорода из аккумуляторной ямы, нарушение правил ведения работ на технике и технический сбой одной из систем. В результате одной из этих причин боезаряд взорвался. Версия самопроизвольного взрыва боезапаса отвергается большинством специалистов. Россия предложила Индии помощь в расследовании.

### Поиск погибших
По состоянию на утро 26 августа найдены тела 10 членов экипажа из 18 находившихся на борту. К концу августа было найдено 11 тел. К 11 сентября 9 тел были опознаны.

### Подъём подлодки
За отведенный руководством Индии месячный срок так и не были проведены подготовительные операции к подъёму подлодки. Подъём и расследование могут занять несколько месяцев.
Поднята на поверхность 6 июня 2014 года.
Озвучивались намерения по возвращению «Синдуракшак» в строй, однако в 2015 году вице-адмирал Шима официально подтвердил грядущее списание корабля. Подводная лодка некоторое время использовалась для тренировки морских спецназовцев, после чего в июне 2017 года была затоплена в Аравийском море на глубине 3000 метров.